# Док анђели спавају
Док анђели спавају је српска ток-шоу телевизијска емисија чија је ауторка и водитељка Марина Рајевић Савић. Серијал је приказиван на телевизијама БК ТВ, ТВ Храм, Трећи канал РТС и Студио Б, да би данас прешао на јутјуб канал Спутњик Србија.
Емисија се најпре бавила темом родитељства, да би ауторка потом почела да, како каже, разоткрива личности.

## Формат
Емисија траје између 60 и 120 минута. Гости су, између осталих, били и Владета Јеротић, Љубивоје Ршумовић, Мира Алечковић, Владета Јеротић, Горан Паскаљевић, Оливера Катарина и многи други.